# Olios minensis
Olios minensis là một loài nhện trong họ Sparassidae.
Loài này thuộc chi Olios. Olios minensis được Cândido Firmino de Mello-Leitão miêu tả năm 1917.